# Vilas (Dakota del Sud)
Vilas és una població dels Estats Units a l'estat de Dakota del Sud. Segons el cens del 2000 tenia 19 habitants.

## Demografia
Segons el cens del 2000, Vilas tenia 19 habitants, 7 habitatges, i 5 famílies. La densitat de població era de 3,2 habitants per km².
Dels 7 habitatges en un 42,9% hi vivien nens de menys de 18 anys, en un 71,4% hi vivien parelles casades, en un 14,3% dones solteres, i en un 14,3% no eren unitats familiars. En el 14,3% dels habitatges hi vivien persones soles el 14,3% de les quals corresponia a persones de 65 anys o més que vivien soles. El nombre mitjà de persones vivint en cada habitatge era de 2,71 i el nombre mitjà de persones que vivien en cada família era de 3.
Per edats la població es repartia de la següent manera: un 36,8% tenia menys de 18 anys, un 5,3% entre 18 i 24, un 26,3% entre 25 i 44, un 21,1% de 45 a 60 i un 10,5% 65 anys o més.
L'edat mediana era de 38 anys. Per cada 100 dones de 18 o més anys hi havia 100 homes.
La renda mediana per habitatge era de 25.625 $ i la renda mediana per família de 26.250 $. Els homes tenien una renda mediana de 0 $ mentre que les dones 18.750 $. La renda per capita de la població era de 7.776 $. Entorn del 33,3% de les famílies i el 29,4% de la població estaven per davall del llindar de pobresa.

## Poblacions més properes
El següent diagrama mostra les poblacions més properes.